# Жорж Пір
Жорж Пір (фр. Georges Charles Clement Ghislain Pire, монаше ім'я Домінік Пір (Dominique Pire); 10 лютого 1910, Дінан, Бельгія — 30 січня 1969, Левен, Бельгія) — бельгійський домініканець, лавреат Нобелівської премії миру за 1958 рік «За допомогу біженцям».

## Біографія
Освіту отримав у Папському університеті Св. Томи Аквінського в Римі (1934–1936), (докторантура теології: L'Apatheia ou insensibilité irréalisable et destructrice). Надалі продовжував свою освіту у Левенському католицькому університеті (1936—1937) (ліценціат у соціальних та політичних науках).

## Організації, засновані Жоржем Піром
- Aide aux Personnes Déplacées [Архівовано 27 квітня 2014 у Wayback Machine.] (фр.)
- Iles de Paix [Архівовано 24 квітня 2014 у Wayback Machine.] (англ.) (фр.)
- Service d'Entraide Familiale
- Université de Paix [Архівовано 18 травня 2014 у Wayback Machine.] (фр.)